# آندرس فرانزویا
آندرس فرانزویا (انگلیسی: Andrés Franzoia؛ زادهٔ ۲۱ اکتبر ۱۹۸۵) بازیکن فوتبال اهل آرژانتین است.
از باشگاه‌هایی که در آن بازی کرده‌است می‌توان به باشگاه ورزشی بارسلونا، باشگاه فوتبال آرسنال ساراندی، باشگاه فوتبال بوکا جونیورز، باشگاه فوتبال روساریو سنترال، باشگاه فوتبال اتلتیکو هوراکان، و باشگاه فوتبال آرژانتینوس جونیورز اشاره کرد.